# Kanton Villeneuve-la-Garenne
Kanton Villeneuve-la-Garenne (fr. Canton de Villeneuve-la-Garenne) je francouzský kanton v departementu Hauts-de-Seine v regionu Île-de-France. Tvoří ho pouze město Villeneuve-la-Garenne.